# Anata wo Tamotsu Mono / Mada Ugoku
Singles de Māya Sakamoto, Cornelius
Shiawase ni Tsuite Watashi ga Shitteiru 5-tsu no Houhou / Shikisai (Māya Sakamoto)
(2015)
Anata wo Tamotsu Mono / Mada Ugoku est un single de Māya Sakamoto en collaboration avec Cornelius sorti sous le label Victor Entertainment le 17 juin 2015 au Japon. Il arrive 18e à l'Oricon et reste classé 4 semaines.
Anata wo Tamotsu Mono a été utilisé comme thème musical pour la série de l'anime Koukaku Kidoutai: Arise Alternative Architecture; tandis que Mada Ugoku a été utilisé comme thème musical pour le film d'animation  Koukaku Kidoutai - New Theatrical Version.

## Liste des titres
| 1. | Anata wo Tamotsu Mono (あなたを保つもの) |  |
| 2. | Mada Ugoku (まだうごく)                  |  |
| 3. | Tokyo Samui (東京寒い)                   |  |